# Горячая гора
Горячая гора — отрог горы Машук в черте города Пятигорска (Ставропольский край), к югу от начала проспекта Кирова и парка «Цветник». Абсолютная высота 557,9 м.

## Общие сведения

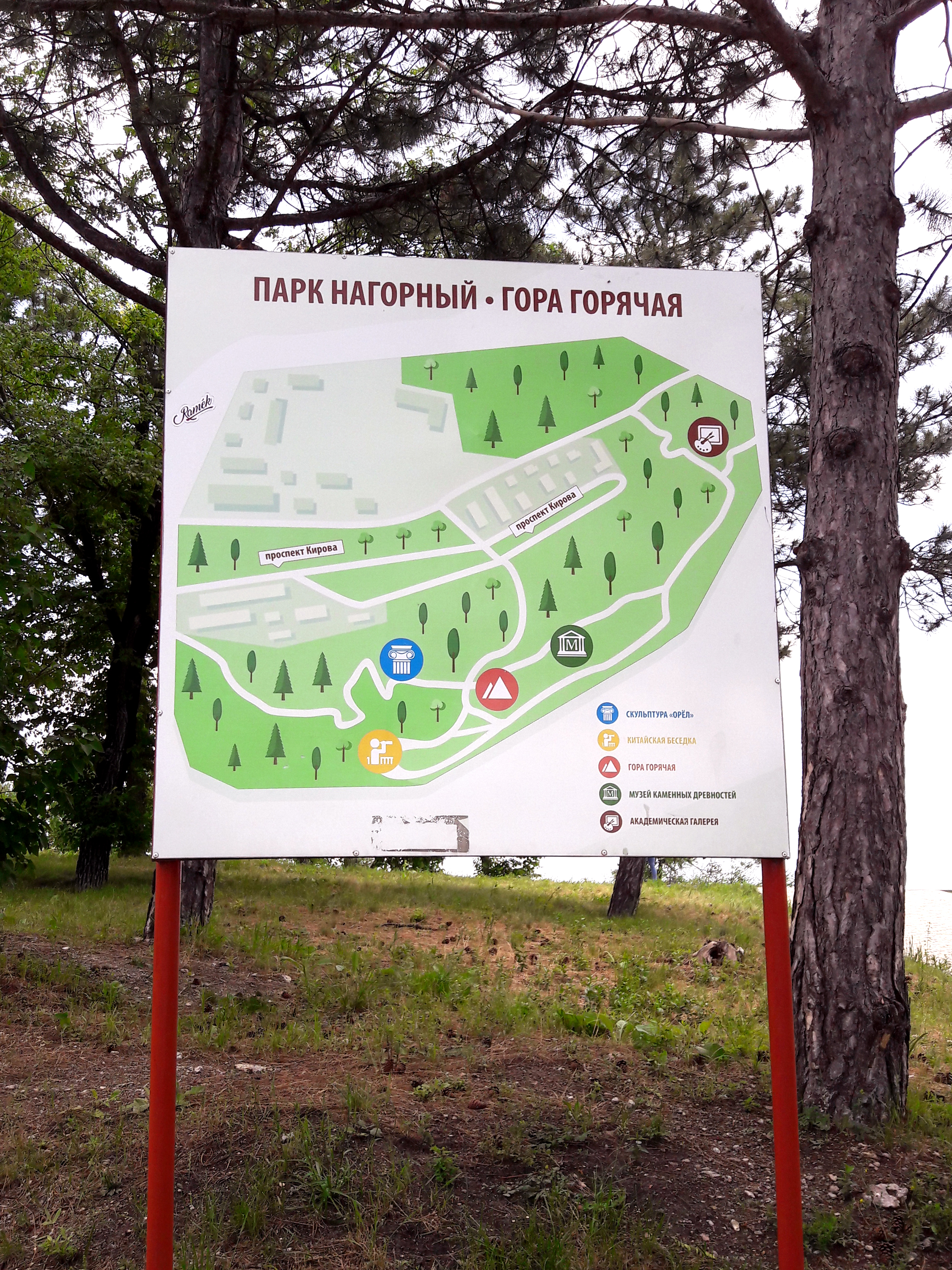
Схема Нагорного парка на Горячей горе

Вытянута от южного склона Машука в юго-западном направлении. Образована травертинами — отложениями горячих минеральных (сероводородных) источников, бьющих на склонах Машука.
Ещё до прихода русских[уточнить] местные жители вырубали на вершине Горячей горы, в камне и сланце, бассейны, наполнявшиеся целебной водой источников. Этими первыми купальнями в конце XVIII века пользовались и солдаты Константиногорской крепости. Позднее на горе Горячей были устроены купальни для приезжих курортников.
В 1843 году при Александровском источнике построена деревянная Александровская галерея, имевшая вид полукруга (на месте упразднённых из-за понижения уровня источника так называемых «старых ванн»). Позднее на их месте в 1903 году была установлена цементная скульптура Орла.

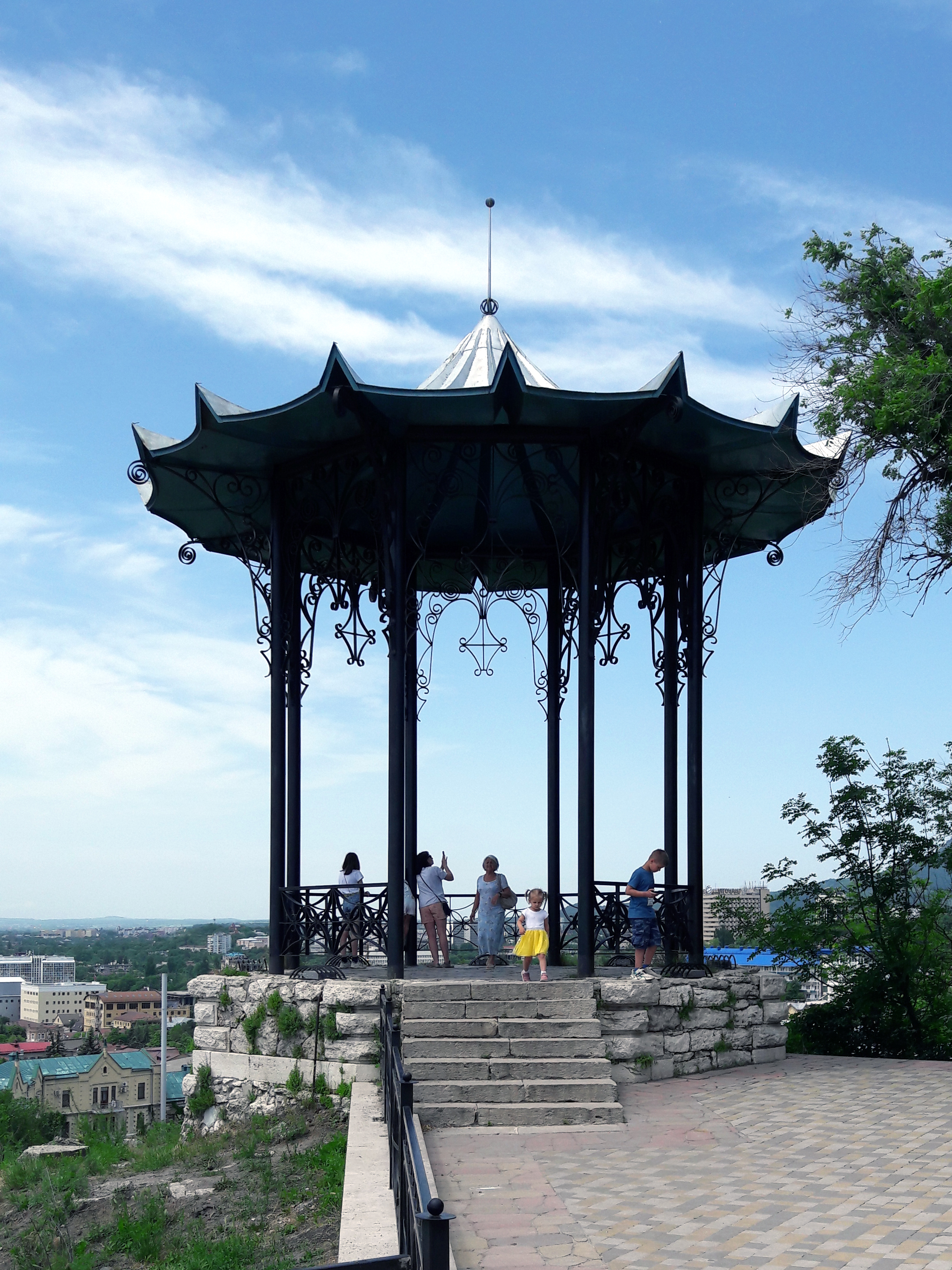
Китайская беседка

6 апреля 1900 года директором Вод назначается полковник Владимир Васильевич Хвощинский, который решает разбить на Горячей горе новый курортный парк, пригласив для этого садовников В. В. Уткина, А. Л. Зегера, архитекторов И. И. Байкова, А. Н. Клепинина и скульптора Л. К. Шодкого. По эскизу художника И. И. Крылова к столетию указа об образовании КМВ Л. К. Шодким создана скульптура «Орёл». Каменная скульптура изображала орла-беркута, клюющего ядовитую змею, и представляла аллегорию на победу здоровья над болезнью. В апреле 1901 года скульптура была водружена на пирамидальный пьедестал из каменной насыпи. Первые зрители разошлись во мнении о новой скульптуре — некоторым она показалась уродливой, однако со времени своего появления изображение Орла начало печататься на открытках, в книгах, журналах, газетах, постепенно заслужив право называться символом КМВ. В последующие годы после своего появления внешний облик Орла претерпел значительные изменения и сегодня представлен отлитым из металла.
На горе расположены также Китайская беседка, музей под открытым небом.
Горячая гора известна своими пещерами карстового происхождения. Особенно много пещер на южном склоне, где есть возможность заниматься скалолазанием.